# Hohntor

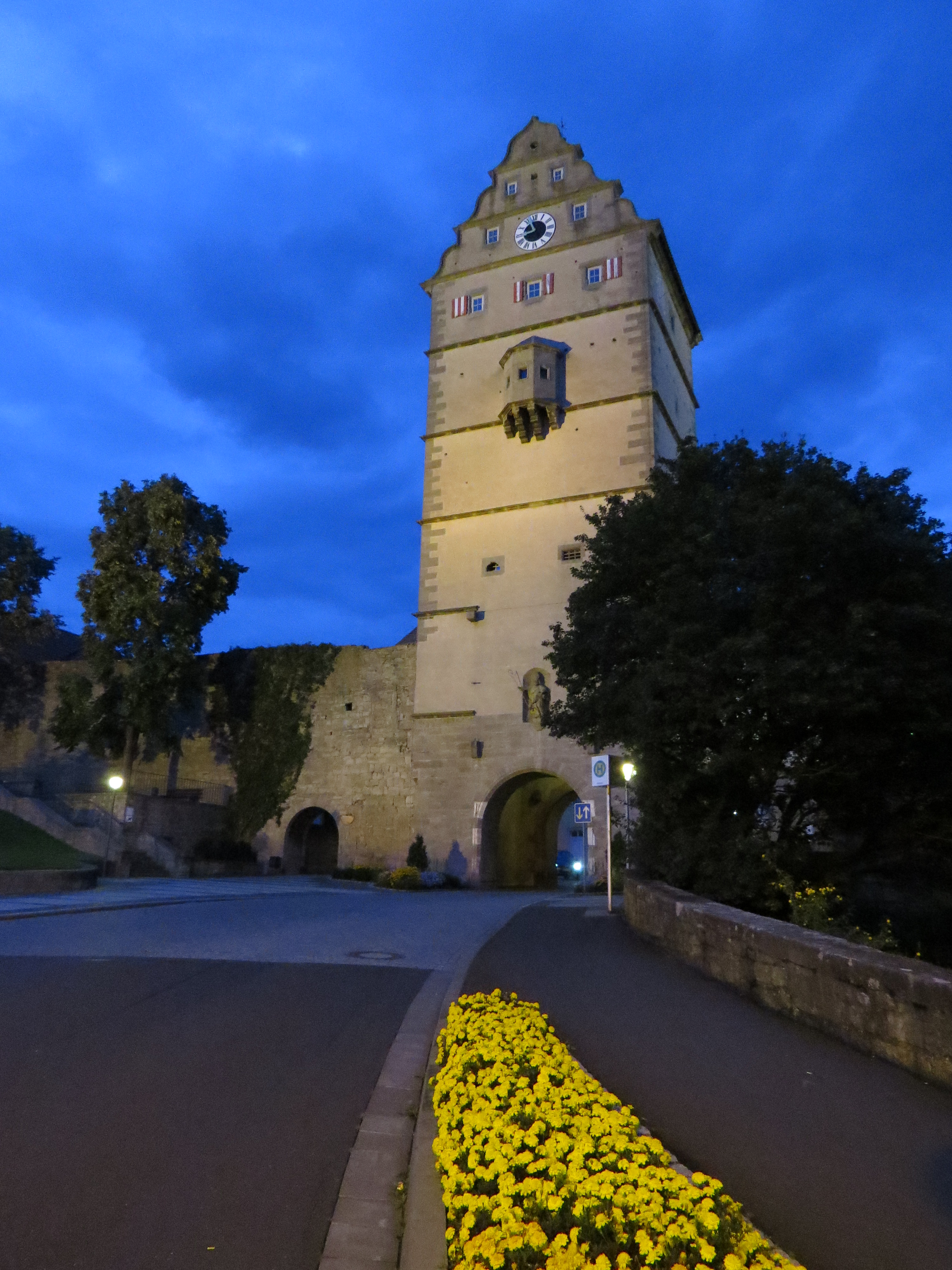
Hohntor, das Wahrzeichen und Symbol der Stadt Bad Neustadt an der Saale

Das Hohntor ist ein Stadttor, das die Altstadt von Bad Neustadt an der Saale nach Süden begrenzt. Es ist das Wahrzeichen der Stadt und wurde im Herbst 1580 fertiggestellt. Es ist 34 Meter hoch und hat sechs Geschosse.

## Geschichte

Das Hohntor im Jahr 1910 fotografiert vom Schweden Sigurd Curman

Im Bürgermeisterbuch von 1578 findet sich folgender Eintrag: „1578 Marty Alter Hohnturm. Den 22. März ist unseres gnädigen Fürsten und Herrn Baumeister Hans Glock allhier gewest auf unser Ansuchen. Von Ihre fürstlichen Gnaden hieher verordnet den schadhaftigen Hohnturm zu besichtigen (…)“ (zitiert nach Ludwig Benkert) Nach diesem Besuch mit dem fürstbischöflichen Baumeisters beschloss der Bischof Julius Echter den Neubau des Hohntors.

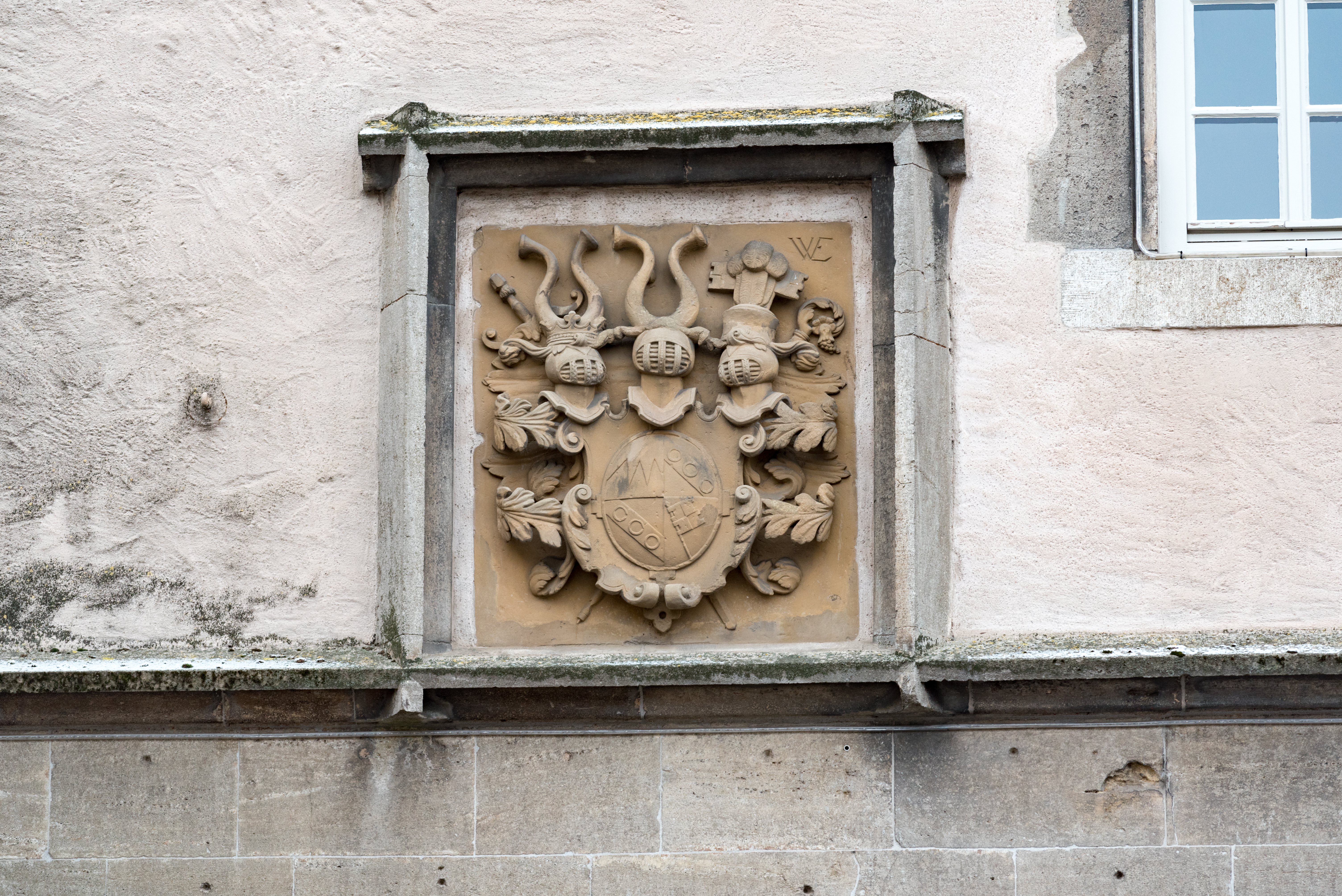
Das Wappen von Julius Echter auf der Rückseite des Tors

Im Jahr 1580 erfolgte dann die Fertigstellung des neuen Stadttors. Hauptsächlich war das Hohntor eine wesentliche Verbesserung der Verteidigungsfähigkeit der Stadt im Norden des Bistums Würzburg. Gleichzeitig war damit eine Kontrolle des Saaletals möglich.
Seit 1930 beschloss man die weitgehende Erschließung für den modernen Straßenverkehr und schuf seitliche Durchgänge für Fußgänger. Das Hohentor gehört zur Stadtmauer Bad Neustadts und ist das einzige erhaltene Stadttor der Kommune. Im Jahr 1979 feierte man unter Bürgermeister Paul Goebels im großen Stil das 400-jährige Bestehen des Tors.

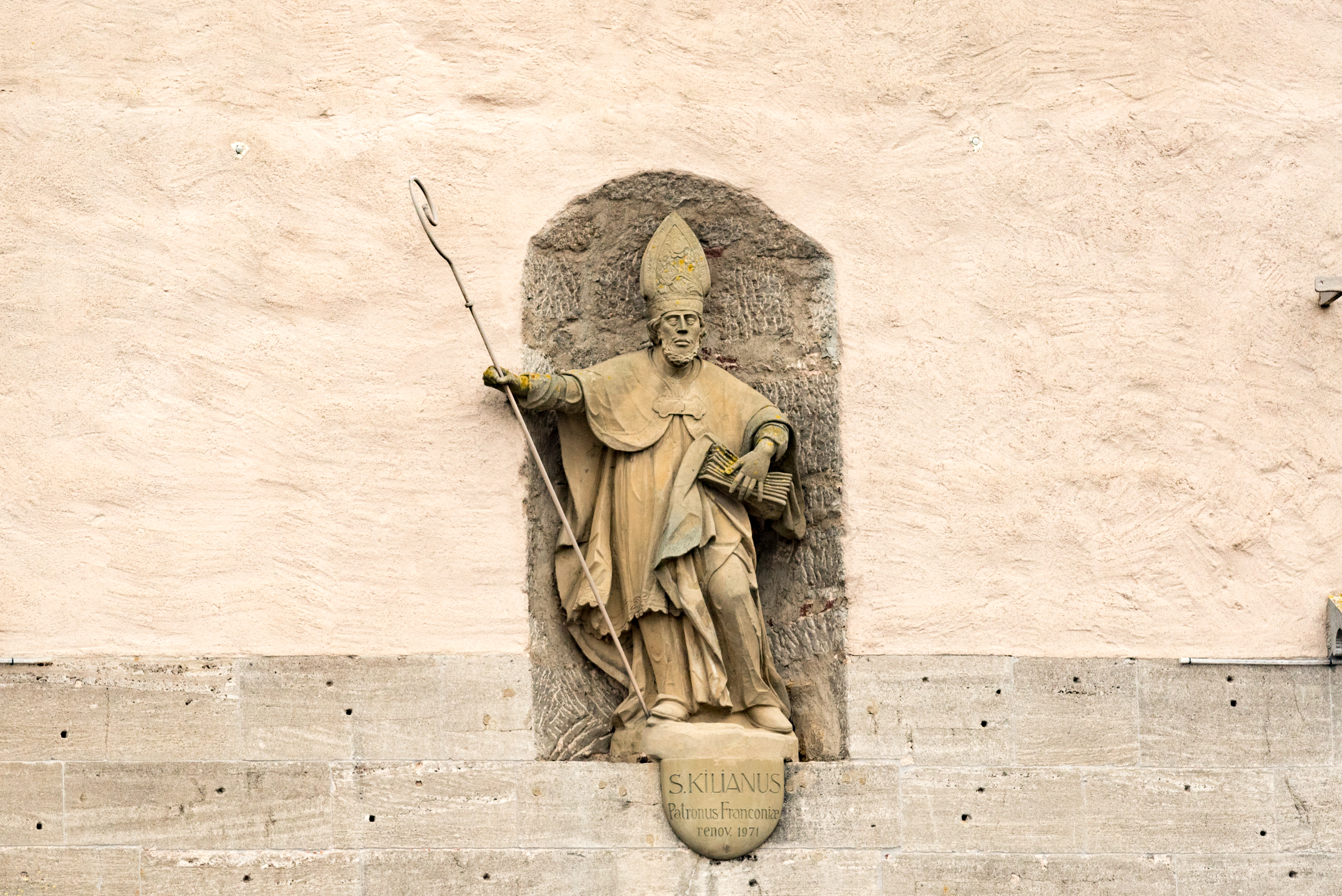
Kiliansstatue über dem Eingangstor

## Hohntor als Motiv und Symbol

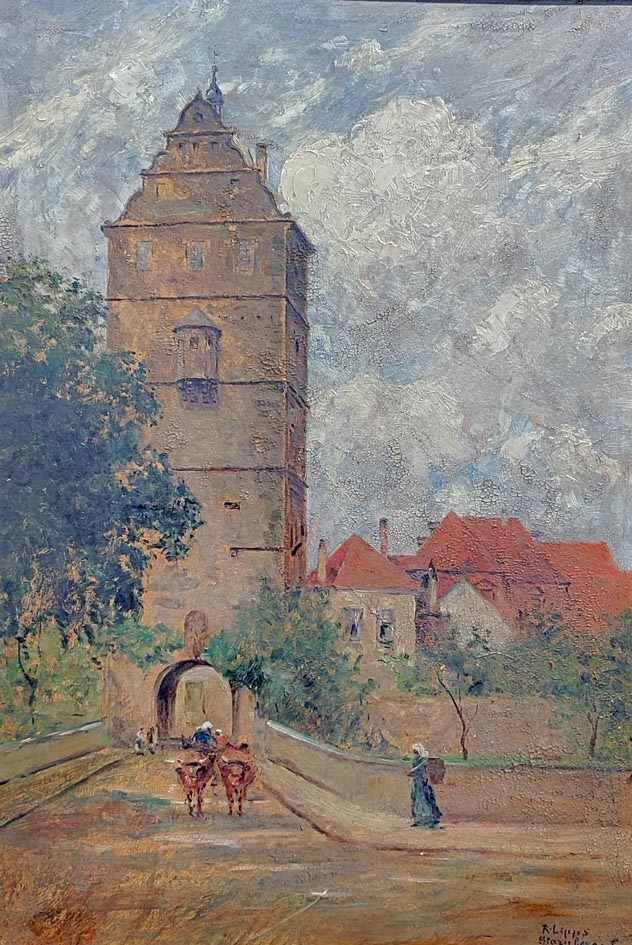
Das Hohntor gemalt von Richard Lipps nach 1910

Die Bedeutung des repräsentativen Tor für die Stadt wurde immer wichtiger und schon bald bedienten sich den Menschen mit dem Tor als Symbol für die Stadt. Bis in die Gegenwart nutzen Firmen, Vereine und die Stadt selber das eindrucksvolle Gebäude als Wahrzeichen Bad Neustadt an der Saale. So gab es bis in die 2010er Jahre eine Hohntor-Apotheke in der Hohnstraße.

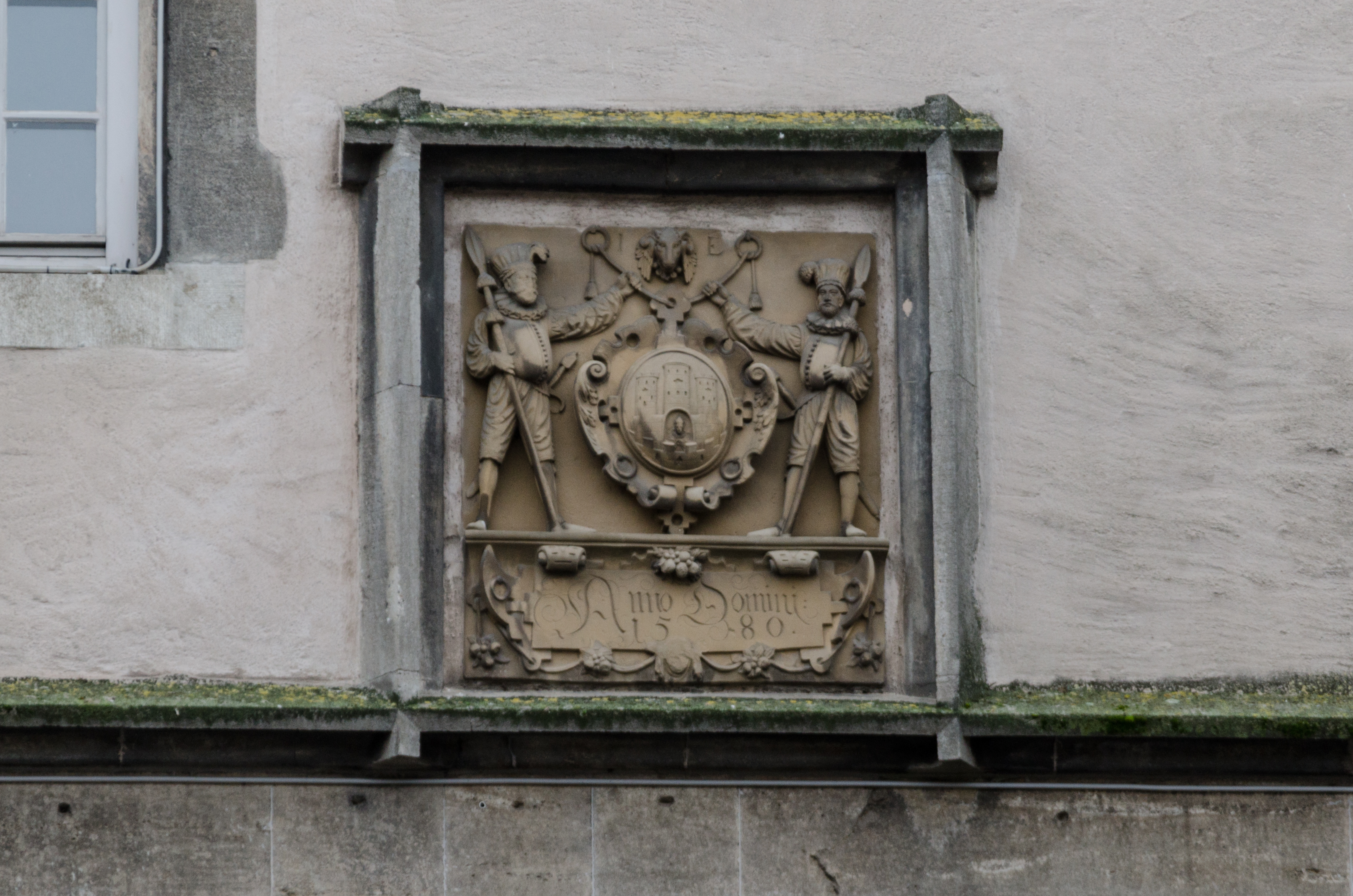
Wappenstein mit Erbauungsjahr des Tors

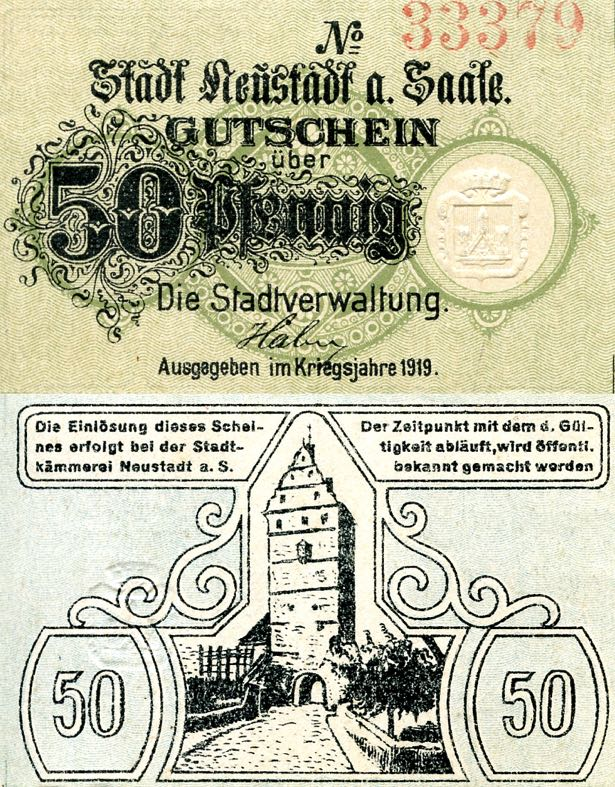
Das Hohntor auf Notgeld

## Spörleintor als Gegenstück im Norden der Altstadt
Ab 1678 begann man mit dem Bau eines gleichartigen Gegenstücks im Norden der Altstadt als Spörleintor (am Zollberg). Allerdings blieb das Spörleintor immer Bauruine und wurde schließlich 1837 abgerissen. Einzige Darstellung („Neustadt Oberes Tor“) findet sich auf einem Nymphenburger Porzellanteller aus dem 19. Jhd.

## Auswahl historischer Postkarten vom Hohntor (vor 1930)

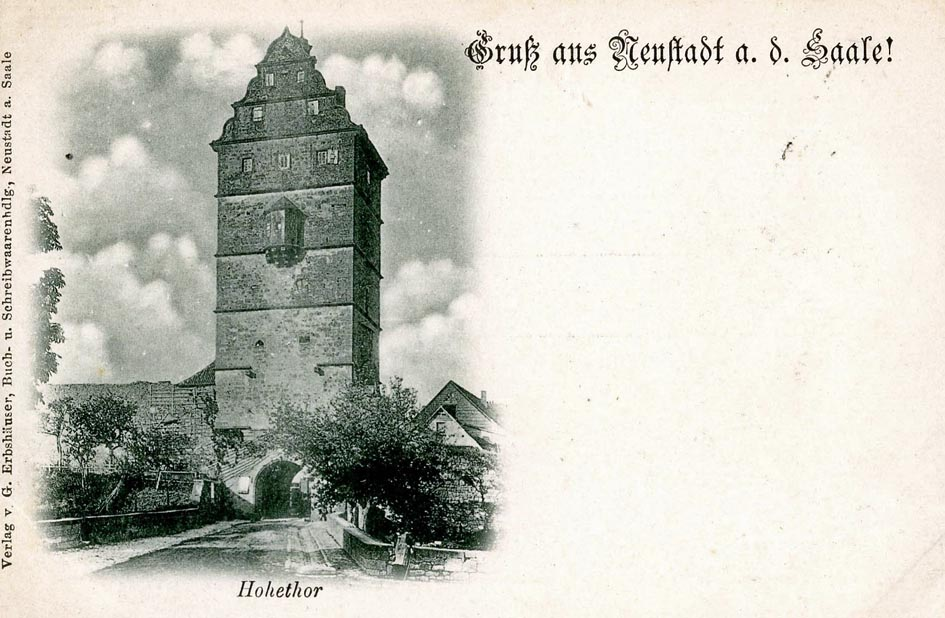
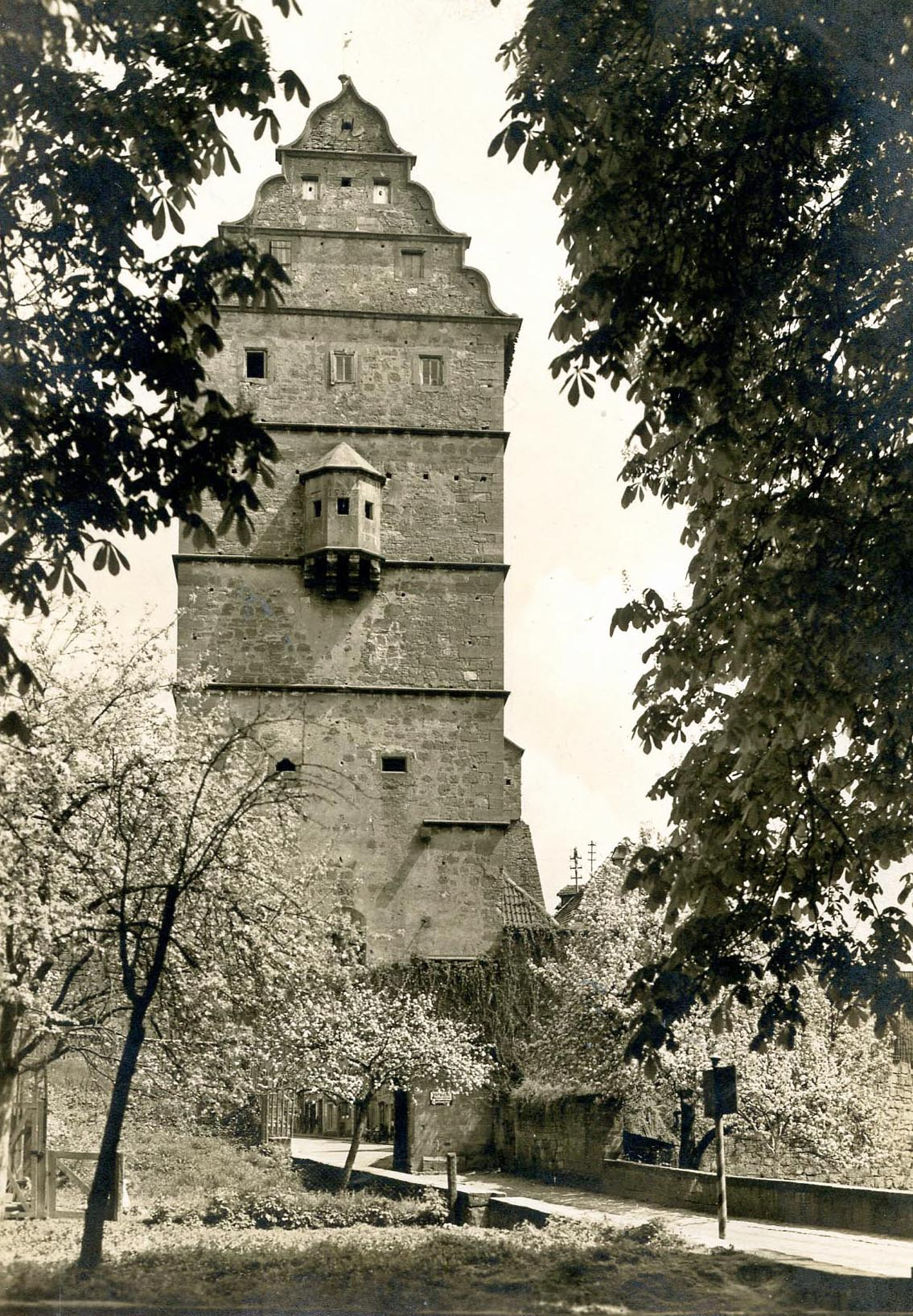
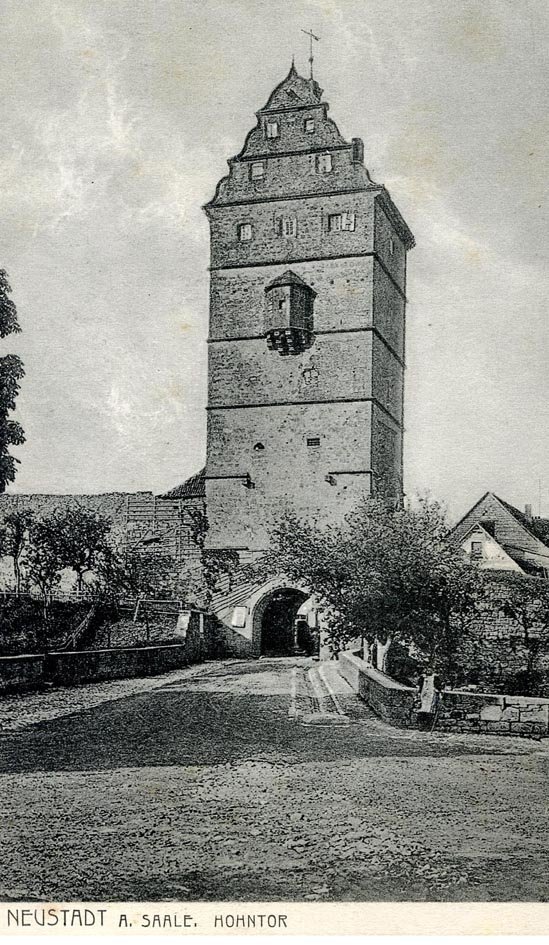
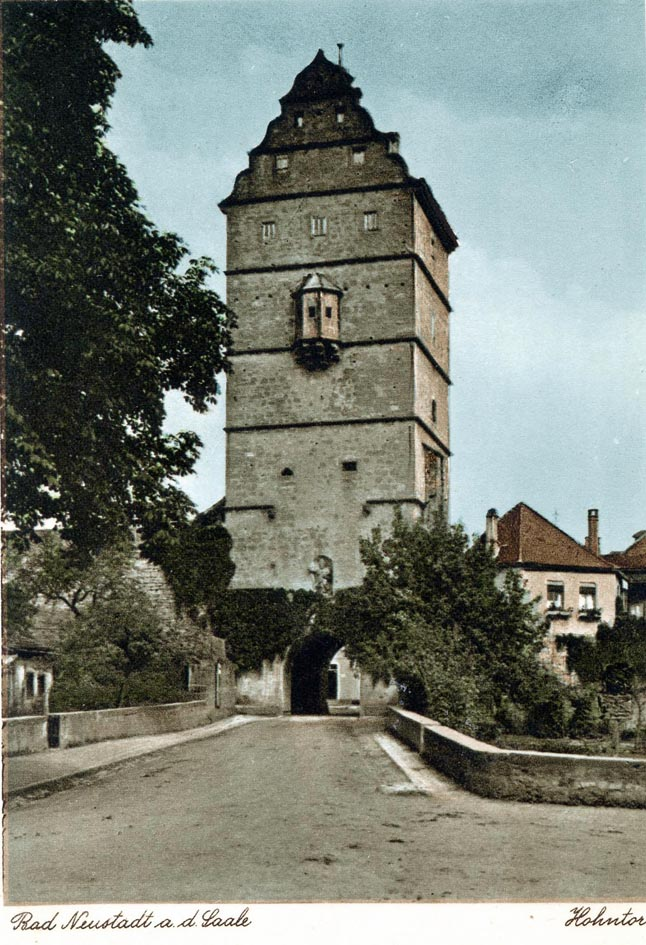
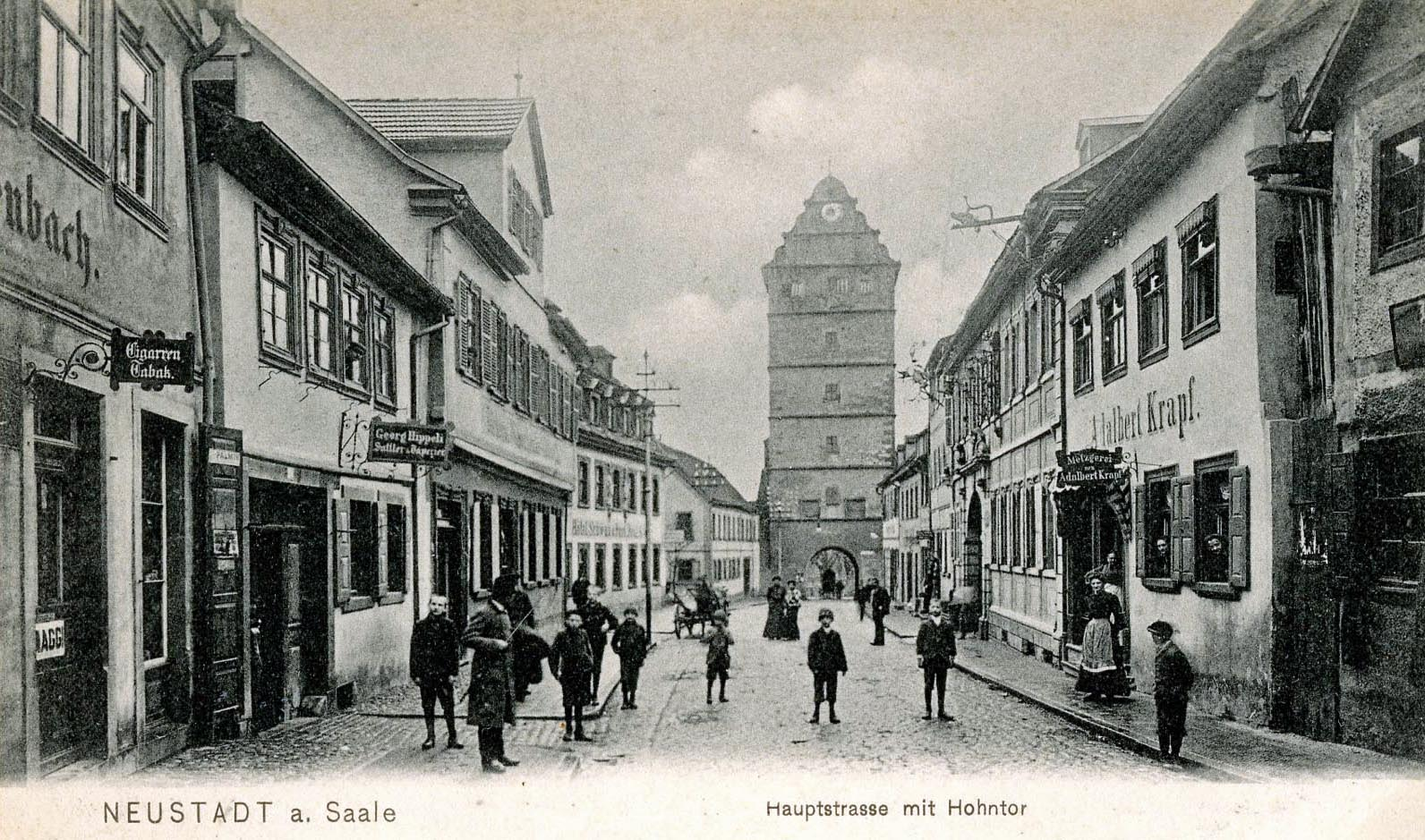
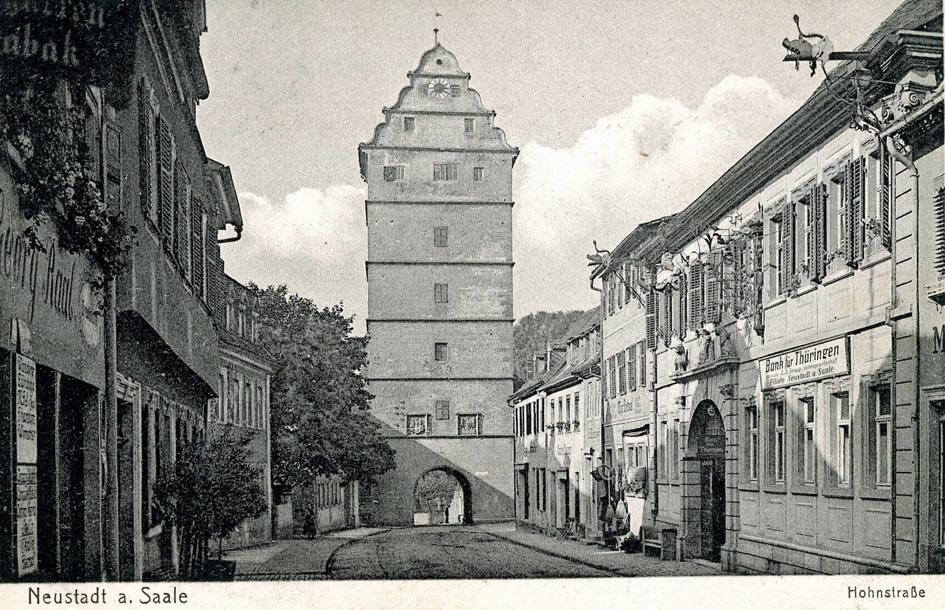
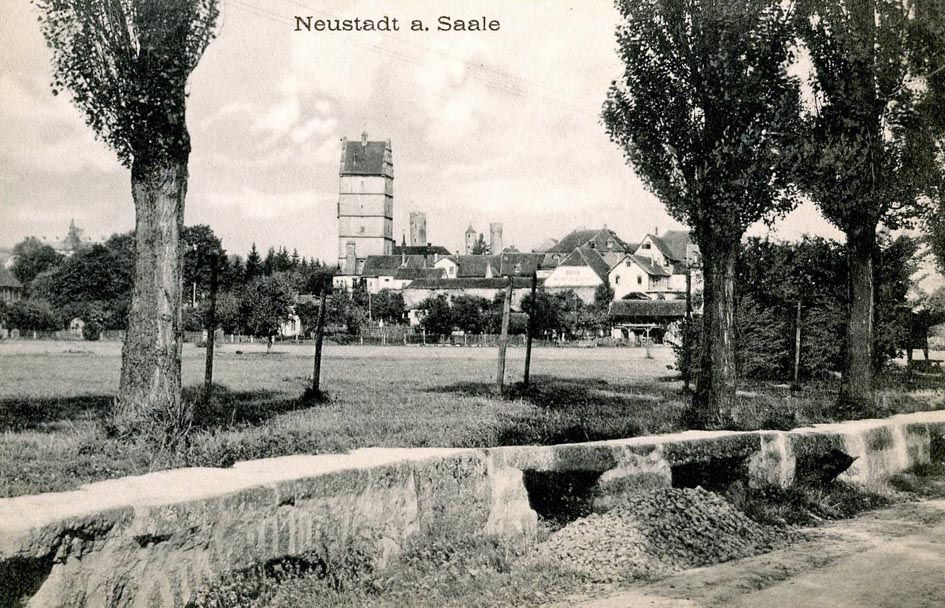
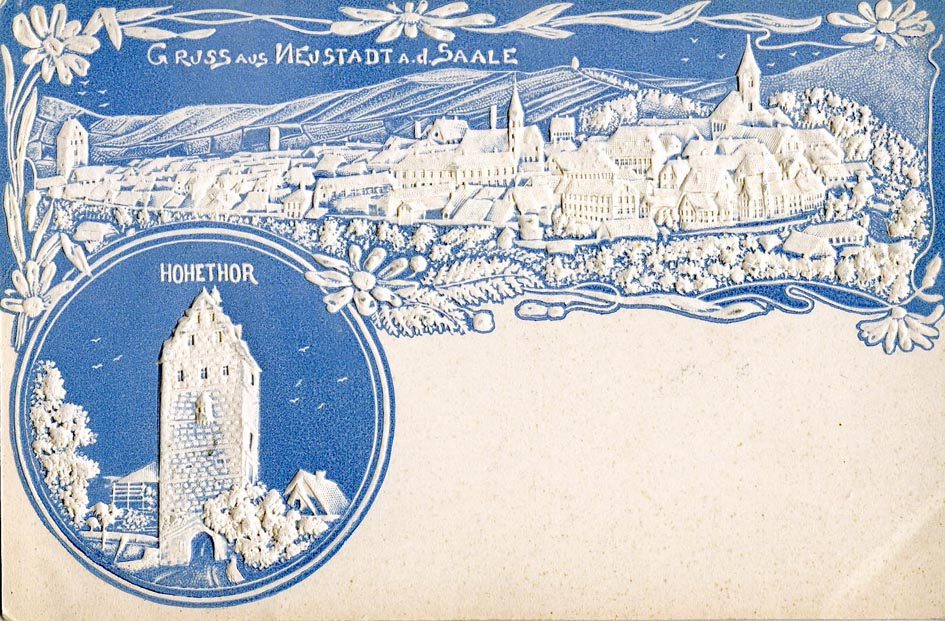